# 红螺寺
40°22′38″N 116°37′27″E / 40.377302°N 116.624049°E
红螺寺，位于北京市怀柔区城北4公里的红螺山南麓，是一座汉传佛教寺院，为中国北方的佛教圣地。

## 历史
红螺寺始建于东晋咸康四年（338年）。东晋晋怀帝永嘉四年（310年），来自西域的高僧佛图澄前往中国传教，受到中国北方后赵政权皇帝石勒、石虎叔侄的优礼，乃在后赵境内弘法授徒，并且广建寺塔。佛图澄是经国家正式批准在中国授徒（收中国人出家为僧）的第一个人，后赵石虎建武末年（东晋永和四年，348年），圆寂于邺宫寺。《高僧传》记载，佛图澄在后赵弘法30多年，先后创建佛寺893座，红螺寺便是其中之一。
红螺寺在唐朝兴起，原名“大明寺”。明朝正统年间更名“护国资福禅寺”。因当地有红螺仙女的传说，故俗称“红螺寺”。红螺寺历史上曾多次扩建重修。清朝康熙三十二年（1694年），清朝康熙帝驾临红螺寺。此后，该寺设御座，建山亭，种植果竹，寺院的规模获得扩大，当时寺院地产3.65万亩，僧人300多人，占地面积4平方公里。红螺寺历史上有300多倾耕地，号称“一天吃一顷地”，在怀柔县境内以及如今北京市的其他区县有多处下院。
红螺寺是十方常住寺，一直是佛教圣地。该寺历任主持多有皇家命派，而且该寺高僧频出。金朝有的佛觉禅师，元朝有云山禅师。清朝有释际醒（梦东）大师主持红螺寺，并创建红螺净土道场，他是《念诵仪规》记载的13位西天东土历代祖师中的第12位“红螺资福醒公大师”，即净土宗第十二代祖师。清朝光绪年间，释印光来红螺寺修学净土法门，后来赴普陀创建净土道场，世有“南有普陀，北有红螺”的说法。
中华人民共和国成立后，这里曾设师范学校至1980年代初。1988年，怀柔县文化文物局接管红螺寺，该寺被列为文物保护单位，并发展旅游事业。红螺寺至今仍为怀柔县文化文物局管理，未归还佛教界。现为北京市文物保护单位，国家AAAA级旅游区。

## 建筑
红螺寺依山势而建，坐北朝南，背靠红螺山，南临红螺湖，地处红螺山前的千亩古松林中。该寺附近还有清朝阁老范文程墓以及清朝末年皇姑墓等等。明朝万历年间，红螺寺便被列为“怀柔八景”之一的“红螺呈秀”。
明朝刘侗、于奕正《帝京景物略》记载，红螺山原来称“红螺崄”，旧名“幽岚山”，又叫“宝金山”。红螺崄分为上、中、下三崄：循着九龙峪，度过八达崄，远望两峰并立，时人称为“云会门”，此为下崄；自此上行一里馀，有龙潭水自石隘中流出，沿着小径山梯而上有“红螺洞”，洞石古色，有人饮用其水，便会霹雳骤至，时人疑该洞为龙窟，此为中崄；再向上半里，有红螺寺，寺旁有一巨松，树顶方圆四到五丈，可将寺院的一半荫庇在其下，当时该寺僧人在裸露的树根周围垒石以保护，人称“松御风”，自此向右有观音洞，洞内曲而容坐，深而朗朗，此为上崄。明朝文人袁宏道有《初入行红螺崄》诗一首：“凿天出古空，意匠窮刻露。赎取长古魂，幻作鬼工赋。霜岩透斑锷，石骨竦清怒。历劫至於今，雕镂不曾住。”
红螺寺占地面积百亩，分为中院、东跨院、西跨院、东下坎、西上坎（西塔院）等五处院落，共有房屋244间。
- 中院：中轴线上依次为山门，天王殿，大雄宝殿，三圣殿，并且设有东、西四所配殿：千手观音殿，伽蓝殿，际醒祖师殿，印光祖师殿，以及诵经房数间。
  - 山门：红螺寺的大门前有四柱三门式巨型牌楼一座，雕梁画栋，牌楼上方有全国人大常委会副委员长卢嘉锡题写的“京北巨刹”四个大字。正门上方悬挂一幅对联：“一脉珠泉参妙谛，双峰螺岫证如来”。大门内的影壁上题有“须弥胜境”四个字，由影壁前折向东，可穿过竹林中的一条曲折小径。
- 东院：为接待处。
- 西院：为方丈退居寮、十方堂。
- 东下坎：北为老僧退居寮、延筹堂，南为练习功场。
- 西上坎：螺蛳塔、骨灰堂。[2]

红螺寺有“红螺三绝景”：御竹林、雌雄银杏、紫藤寄松。
- 御竹林：红螺寺院内翠竹成林，其历史已逾六百年，是北京地区历史最悠久的竹林。康熙帝曾亲临寺内赏竹。
- 雌雄银杏：红螺寺院内有两株树龄千年以上的银杏树，一雌一雄。东侧为雌树，不开花但结果；西侧为雄树，开花但不结果。西侧的雄银杏，树高30米，主干四周有十根侧干，据说从唐朝栽种这两株银杏以来，每换一个朝代，雄银杏就多长出一根侧干。
- 紫藤寄松：位于大雄宝殿后面。大雄宝殿后面西侧有一株树龄数百年的平顶松，树高6米多，有9根分枝，平直伸向东侧各方向，下面以十多根木料支撑。平顶松附近，有两株碗口粗细的紫藤绕生在平顶松上，形成巨大的伞盖，遮荫面积达到400多平方米。每到春末夏初，藤花沿着平顶松攀缘而上，整个寺院香气扑鼻。[2]

红螺寺周边群山环抱，树木茂密，植物繁多，有各类树木70多种，植物品种700多个。红螺寺内正门台阶两侧各有两株古槐，均有2000多年的树龄，主干最大的直径可达1.6米。
红螺寺西的珍珠泉，水深三丈，泉水不停从地下冒出，在阳光下恰似五颜六色的珍珠。当地传说，泉中有两只红色的大螺蛳，每到夕阳西下，螺蛳会吐出红光，百里可见，红螺山和红螺寺就由此得名；红螺死后，葬于寺内，并建有两座宝塔以志纪念。